# José António Saraiva
José António Saraiva (Lisboa, 31 de enero de 1948-6 de marzo de 2025) fue un arquitecto, periodista, escritor y comentarista político portugués. Hijo de António José Saraiva y sobrino de José Hermano Saraiva.

## Biografía
Licenciado en Arquitectura en 1973 en la Escuela Superior de Bellas Artes de Lisboa (institución actualmente dividida entre la Faculdad de Bellas Artes de la Universidad de Lisboa y la Faculdad de Arquitectura de la Universidad Técnica de Lisboa). Inició su actividad como periodista en 1965, cuando aún era estudiante. Escribió para el Comércio do Funchal, Diário de Lisboa, República, Opção, A Bola, A Luta, Portugal Hoje, Vida Mundial, Espaço T Magazine, Baluarte, Diário de Notícias y Expresso, del que fue director de 1985 a 2006. Dirigió el semanario Sol.
Fue profesor en la Universidad Católica Portuguesa. En 2004 fue galardonado con el premio Luca de Tena de periodismo por el diario español, ABC.

## Obras
Tal y como figura en el artículo de la versión en portugués de donde se ha traducido.
- Do Estado Novo à Segunda República (1974)
- O 28 de Maio e o Fim do Liberalismo (1976), 2 vols. con Júlio Henriques
- O 25 de Abril visto da História (1976) con Vicente Jorge Silva
- Bertrand - A História de uma Editora (1980)
- O Palácio de Belém (1985)
- O Último Verão na Ria Formosa (2001).